# Zuzanna Zielińska
Zuzanna Zielińska (ur. 8 kwietnia 1994) – polska aktorka teatralna i filmowa.

## Życiorys
W 2018 roku ukończyła studia na Wydziale Aktorskim Państwowej Wyższej Szkoły Filmowej, Telewizyjnej i Teatralnej im. Leona Schillera w Łodzi. Jest aktorką w Teatrze Powszechnym w Łodzi, grała również w Teatrze Studyjnym w Łodzi.

## Filmografia
- 2015: Chinese husky (etiuda szkolna)
- 2016: Singielka jako kelnerka (odc. 109)
- 2016: Zbliżenie (etiuda szkolna)
- 2017: Ultraviolet jako Monika Bielas (odc. 1)
- 2017: M jak miłość jako koleżanka Julii (odc. 1318)
- 2017: Komisarz Alex jako
  - pielęgniarka w więzieniu (odc. 113),
  - Roma Lenart
- 2017: I teraz sama (etiuda szkolna)
- 2017: Czary mary mama (etiuda szkolna)
- 2018: Pitbull. Ostatni pies jako kasjerka w banku
- 2018: Ojciec Mateusz jako Paulina Kosiorek (odc. 249)
- 2018: Drogi wolności jako skrzypaczka Estera Holtorp
- 2019: Rykoszety jako Magda
- 2019: Ojciec Mateusz jako Weronika Korcz (odc. 287)
- 2019: Młody Piłsudski jako Elizawieta Kreutzberg, żona pułkownika
- 2019: Echo serca jako stażystka Zuza Sobol
- 2020: O mnie się nie martw jako Karina (odc. 146)
- 2020: Zawsze warto jako Iwona, siostra Anki Wybickiej (odc. 24)
- 2020: Król jako prostytutka Kasia (odc. 2, 3)
- 2021: Rysa jako aspirant Agata Wójcik
- 2024: Jak ukradłem sto milionów jako Emilia „Em”

Sporządzono na podstawie materiału źródłowego.